# Teletón 2017 (Perú)
La Teletón Perú de 2017, cuyo lema fue Esta la luchamos juntos, es la vigésimo sexta edición de dicho evento solidario que se realiza en Perú desde 1981, buscando recaudar fondos para la rehabilitación infantil de niños con discapacidad motriz que se atiende en la Clínica San Juan de Dios. La actividad se realizó los días 6 y 7 de octubre y tuvo  como sede el teatro del Centro Comercial Plaza Norte en el distrito de Independencia siendo transmitida por Latina, América, Panamericana, TV Perú, TV Noticias 7.3, ATV y NexTV, en un principio de 23 horas ininterrumpidas, pero al final de 24 horas por una anécdota en la sede de transmisión. La meta propuesta fue de S/ 11 010 058. La cifra final de la campaña, publicada el 15 de agosto de 2018, fue de S/ 13.3 millones.

## Antecedentes
El 6 de septiembre de 2017 se anunció la 26ª edición de la Teletón, que fue programada para los días viernes 6 y sábado 7 de octubre, en conferencia de prensa. La campaña enfocó en la participación popular, vital para el éxito de la jornada, empujado por el buen momento de la selección peruana, que días después de la campaña se clasificaría para el Mundial de Rusia 2018.

### Gira Teletón
La gira del año 2017 pasó por las siguientes ciudades:
| Fecha | Ciudad   | Animadores                       |
| ----- | -------- | -------------------------------- |
| 22/9  | Arequipa | Andrea Llosa                     |
| 23/9  | Iquitos  | Laura Huarcayo Cecilia Brozovich |
| 24/9  | Chiclayo | Cristian Rivero                  |
| 25/9  | Cusco    | Sofia Franco                     |
| 26/9  | Piura    | Aldo Miyashiro                   |
| 27/9  | Lima     | Andrea San Martin                |

## Transmisión
La transmisión del evento se realizó en conjunto por todos los canales de televisión de señal abierta.
| Canal | Canal                   | Grupo                                                     |
| ----- | ----------------------- | --------------------------------------------------------- |
|       | Latina Televisión       | Grupo Enfoca                                              |
|       | América Televisión      | Grupo Plural TV                                           |
|       | Panamericana Televisión | Telespectra S.A.C. Global Corporation & Consulting S.A.C. |
|       | TV Perú                 | IRTP                                                      |
|       | Andina de Televisión    | Grupo ATV                                                 |
|       | NexTV                   | Grupo ATV                                                 |

## Participaciones
| - Aldo Miyashiro - Gisela Valcarcel - Cristian Rivero - Eddie Fleischman - Andrea Llosa - Laura Huarcayo - Maricarmen Marin - Rosana Cueva - Cecilia Brozovich - Sofia Franco - Omar Ruiz de Somocurcio - Andrea San Martín - Juan Carlos Orderique - Karen Dejo - Karen Schwarz - Milett Figueroa - Jesús «Tanke» Arias - Kike Suero - Carla Arriola - Francisco «Pancho» Rodríguez - Ernesto Jiménez - Julián Zucchi - Yiddá Eslava | - Alan Diez - Jaime «Choca» Mandros - Adriana Quevedo - Waldir Sáenz - Santi Lesmes - Eduardo «Chino» Toguchi - Tati Alcántara - Lady Guillén - Ignacio Baladán - Georgette Cárdenas - Carla Harada - Alicia Retto - Alfonso Yáñez - Mávila Huertas - Drusila Zileri - Pilar Higashi - Mónica Delta - Pamela Acosta - María Teresa Braschi - Verónica Linares - Pedro Tenorio - Federico Salazar - René Gastelumendi - Christian Sotomayor |

## Actuaciones
- Deyvis Orosco y Grupo Néctar
- Jorge Benavides Gastello
- Los Juanelos
- Son Tentación
- Grupo 5
- Orquesta Internacional
- Los Fernández
- Hermanos Yaipén
- Bareto
- Chyno Miranda
- La Banda De Pedro Suárez Vertiz
- Marco Romero

## Recaudación

### Cómputos
| Hora  | Cómputo en Soles | % meta  | Cómputo en Dólares |
| ----- | ---------------- | ------- | ------------------ |
| 23:15 | S/. 340          | 0.003 % | US$ 104            |
| 00:47 | S/. 580 410      | 5.27 %  | US$ 177 495        |
| 02:36 | S/. 658 823      | 5.98 %  | US$ 201 474        |
| 03:25 | S/. 741 543      | 6.73 %  | US$ 226 771        |
| 07:05 | S/. 833 398      | 7.56 %  | US$ 254 862        |
| 11:25 | S/. 1 132 710    | 10.28 % | US$ 346 394        |
| 12:49 | S/. 2 038 203    | 18.51 % | US$ 623 304        |
| 13:36 | S/. 2 743 316    | 24.91 % | US$ 838 934        |
| 14:30 | S/. 3 063 558    | 27.82 % | US$ 936 867        |
| 15:26 | S/. 3 377 481    | 30.68 % | US$ 1 032 869      |
| 16:40 | S/. 3 903 342    | 35.45 % | US$ 1 193 682      |
| 17:19 | S/. 4 637 032    | 42.11 % | US$ 1 418 052      |
| 18:52 | S/. 5 844 759    | 53.08 % | US$ 1 787 388      |
| 20:05 | S/. 6 812 275    | 61.87 % | US$ 2 083 264      |
| 20:34 | S/. 7 899 314    | 71.74 % | US$ 2 415 692      |
| 21:28 | S/. 8 829 377    | 80.19 % | US$ 2 700 115      |
| 22:24 | S/. 9 987 935    | 90.71 % | US$ 3 054 414      |
| 22:40 | S/. 10 956 343   | 99.51 % | US$ 3 350 563      |
| 22:59 | S/. 11 717 981   | 106.42% | US$ 3 583 480      |

### Aportes de Empresas

#### Auspiciadores
| Empresa          | Empresa                       | Monto en Soles | Monto en Dólares |
| ---------------- | ----------------------------- | -------------- | ---------------- |
|                  | Banco de Crédito del Perú     | S/ 599 360     | US$ 183 291      |
|                  | Mi Farma                      | S/ 250 000     | US$ 76 453       |
|                  | Plaza Vea                     | S/ 293 597     | US$ 97 859       |
|                  | Promart                       | S/ 320 000     | US$ 97 859       |
|                  | Universidad Privada del Norte | S/ 265 050     | US$ 81 055       |
|                  | Gloria                        | S/ 302 394     | US$ 92 475       |
|                  | Saga Falabella                | S/ 308 383     | US$ 94 306       |
|                  | Entel                         | S/ 318 183     | US$ 97 303       |
| Total 8 Empresas | Total 8 Empresas              | S/. 2 656 967  | US$ 812 527      |

#### Otras Empresas
| Empresa                   | Giro                 | Monto en Soles | Monto en Dólares |
| ------------------------- | -------------------- | -------------- | ---------------- |
| Luz del Sur               | Electricidad         | S/. 50 000     | $ 15 290         |
| Caja Municipal De Sullana | Financiera           | S/. 47 700     | $ 14 587         |
| Cruz del Sur              | Transporte           | S/. 32 000     | $ 9 786          |
| IBM                       | Empresa              | S/. 25 000     | $ 7 645          |
| Colegios Pamer            | Educación            | S/. 74 265     | $ 22 711         |
| Aceros Arequipa           | Industria            | S/. 35 000     | $ 10 703         |
| Volvo                     | Vehículos            | S/. 11 440     | $ 3 498          |
| ICPNA                     | Educación            | S/. 18 708     | $ 5 721          |
| JW Marriott               | Hoteles              | S/. 15 000     | $ 4 587          |
| LXG Capital               | Financiera           | S/. 300 000    | $ 91 743         |
| Alas Peruanas             | Universidad          | S/. 60 000     | $ 18 348         |
| Southern Peru             | Minera               | S/. 100 000    | $ 30 581         |
| Banco de la Nación        | Banco                | S/. 12 300     | $ 3 761          |
| Petroperú                 | Petrolera            | S/. 68 924     | $ 21 078         |
| Monark                    | Bicicletas           | S/. 10 000     | $ 3 058          |
| Club Alianza Lima         | Fútbol               | S/. 12 664     | $ 3 873          |
| Universitario de Deportes | Fútbol               | S/. 25 000     | $ 7 645          |
| Alicorp                   | Industria            | S/. 48 054     | $ 14 695         |
| Sodimac y Maestro         | Retail               | S/. 50 000     | $ 15 291         |
| Tai Loy                   | Artículos de oficina | S/. 32 000     | $ 9 786          |
| Tecnología                | Textil               | S/. 10 000     | $ 3 058          |
| Plaza Norte               | Centro Comercial     | S/. 200 000    | $ 61 162         |
| Total                     | 22 empresas          | S/. 1 238 055  | $ 378 607        |

### Observaciones
Además de los aportes empresariales, que suman S/ 3 895 022 (US$ 1 191 134), el Estado del Perú, a través de varias de sus instituciones, como las Fuerzas Armadas, la Policía Nacional, el Consejo de Ministros y el Congreso de la República, donó S/ 505 mil a la campaña. Las donaciones populares superaron la casa de los S/ 7.3 millones, incluyendo un aporte anónimo por S/ 800 000.

## Anécdota
A las 19:03 del sábado 7 de octubre un corte de luz afectó el teatro de Plaza Norte, donde ocurría el evento, dejando el programa fuera del aire por una hora. Al volver la transmisión, el nuevo cómputo indicó que aún faltaban S/ 4.2 millones para lograr la meta, quedando solamente dos horas de transmisión. Inmediatamente, los canales de TV comunicaron a la Fundación Teletón que iban a disponer de sus señales hasta las 11 de la noche para compensar el problema ocurrido en el teatro. Esas tres últimas horas de las 24 que duró el programa fueron emitidas sin cortes comerciales.